# Vohimanga
Vohimanga is een plaats en commune in het zuiden van Madagaskar, behorend tot het district Bekily, dat gelegen is in de regio Androy. Tijdens een volkstelling in 2001 telde de plaats 9.254 inwoners.
De plaats biedt alleen lager onderwijs aan. De volledige bevolking werkt er als landbouwer. De belangrijkste landbouwproducten zijn maniok en rijst, een ander belangrijk product is de pinda.